# Twierdzenie Josefsona-Nissenzweiga
Twierdzenie Josefsona–Nissenzweiga - twierdzenie mówiące, że dla każdej nieskończenie wymiarowej przestrzeni Banacha E można znaleźć ciąg {\displaystyle (x_{n}^{*})} funkcjonałów liniowych i ciągłych na E, który jest zbieżny do 0 w sensie *-słabej topologii (tj. {\displaystyle \sigma (E^{*},E)}) oraz 
{\displaystyle \|x_{n}^{*}\|=1}
dla każdej liczby naturalnej n. Innymi słowy, w przestrzeni sprzężonej do każdej nieskończenie wymiarowej przestrzeni Banacha istnieje ciąg punktów ze sfery jednostkowej, który jest zbieżny do 0 w sensie *-słabej topologii (w szczególności, topologia pochodząca od normy jest różna od topologii *-słabej). 
Twierdzenie to zostało udowodnione niezależnie w 1975 roku przez B. Josefsona i A. Nissenzweiga. Nowy dowód przedstawił E. Behrends. Istnieje wariant twierdzenia Josefsona–Nissenzweiga dla przestrzeni Frécheta charakteryzujący przestrzenie Schwarza.